# Importkontoret för u-landsprodukter
Importkontoret för u-landsprodukter (IMPOD) var en svensk statlig biståndsmyndighet, som bildades 1975 och 1991 uppgick i det då nybildade SwedeCorp.
IMPOD bildades för att främja import från u-länder. I början av 1970-talet var uppfattningen att flera u-länder önskade ha kontaktorganisationer i i-länder som de kunde vända sig till för att få hjälp med sin export. IMPOD löd under Utrikesdepartementets handelsavdelning, men finansierades via den svenska biståndsbudgeten.

## Ordförande i IMPOD:s styrelse
- 1979-1982 Birger Möller

## Chefer för IMPOD
Med titeln direktör.
- 1981-1982 Per Borg
- 1983-1985 Lennart Klackenberg
- 1986-1989 Carl Ivar Öhman
- 1989-1991 Stina Wærn